# Spilosoma mortua
Spilosoma mortua là một loài bướm đêm thuộc phân họ Arctiinae, họ Erebidae.